# Thomaskirche (Leipzig)

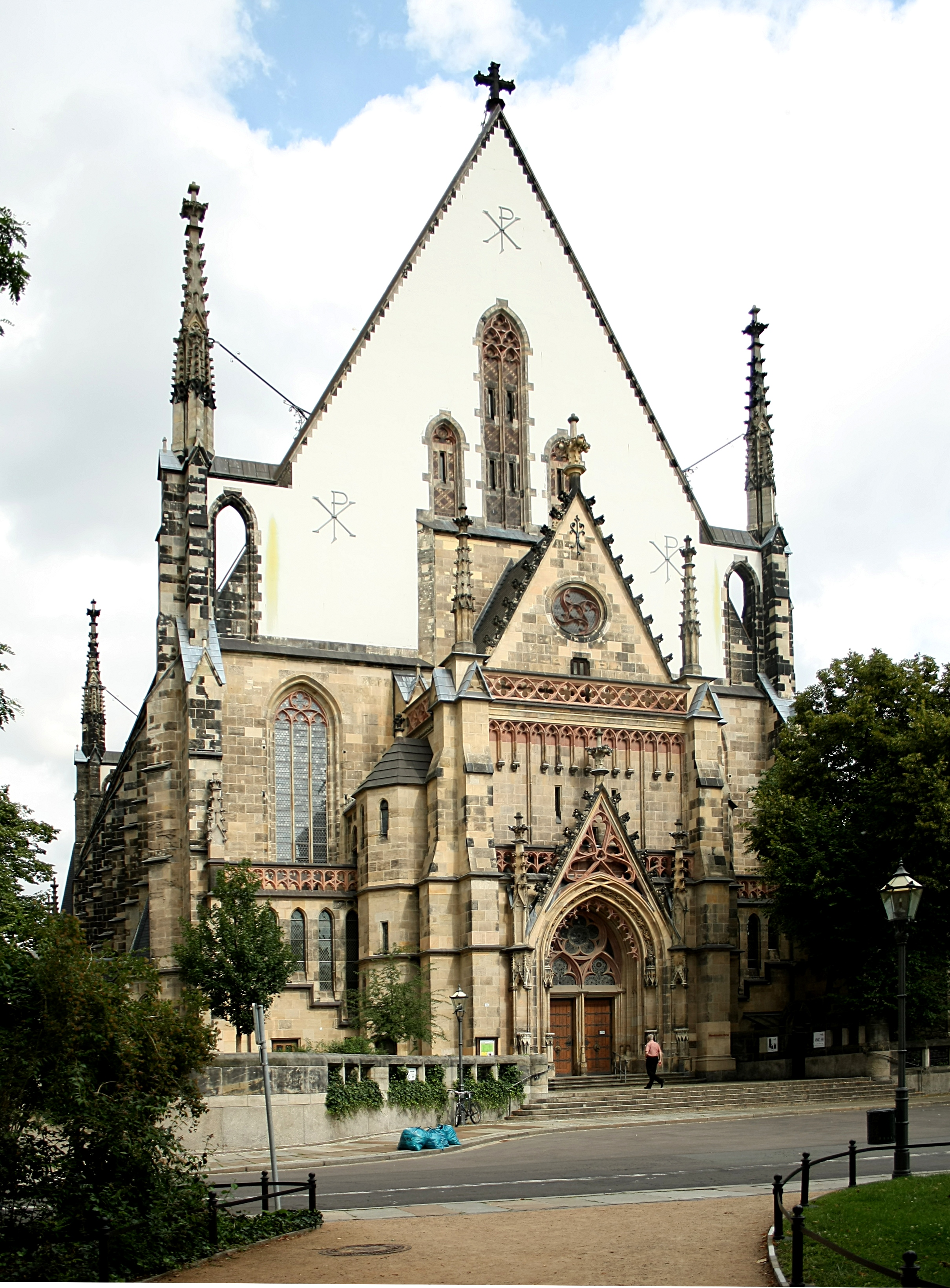
Voorzijde van de Thomaskerk, 2009

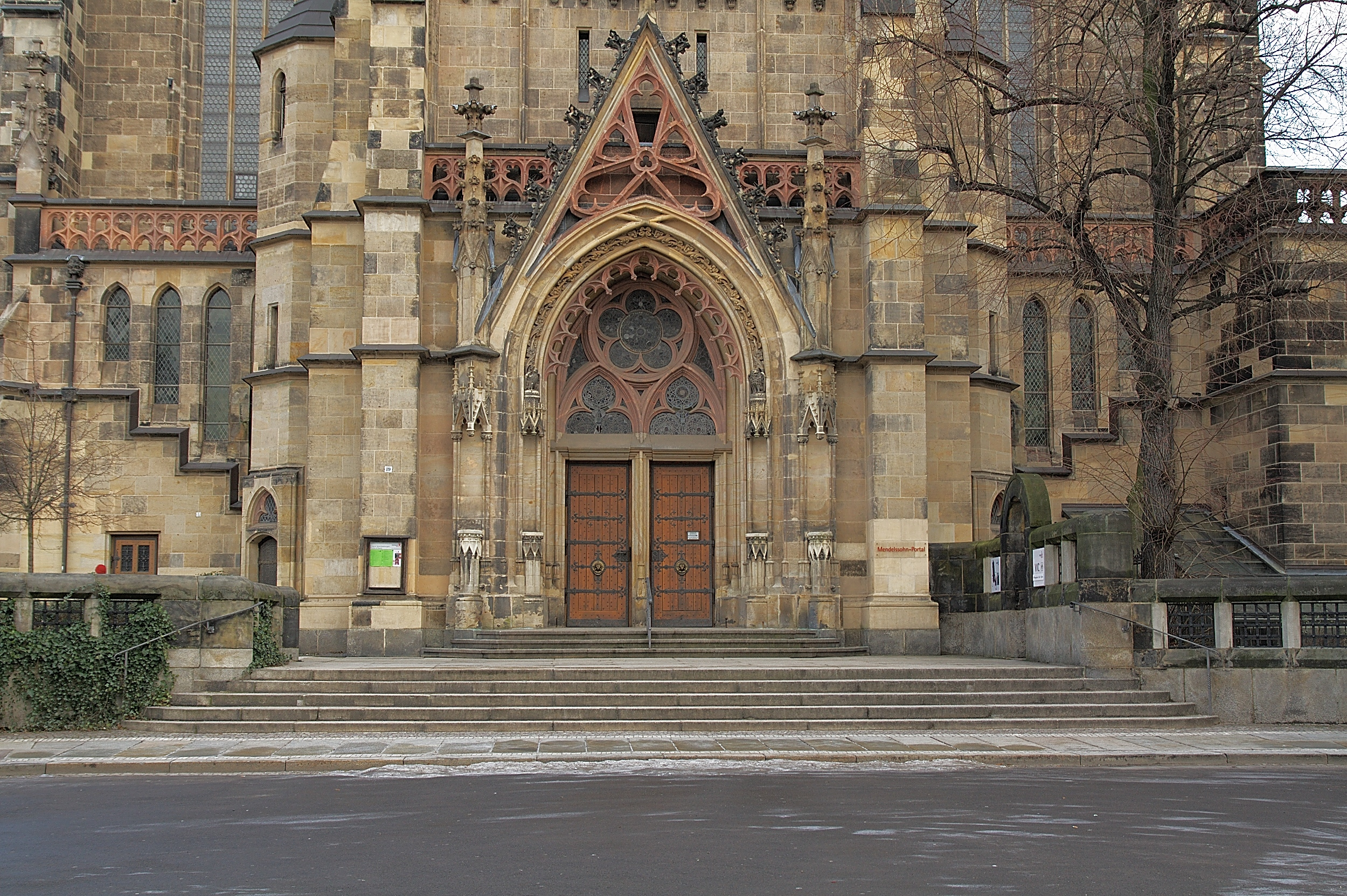
De naar Mendelssohn genoemde ingang van de kerk.

De Thomaskerk (Duits: Thomaskirche) in Leipzig is een van de twee hoofdkerken in deze stad (de andere is de Nikolaikirche). De Thomaskerk is over de hele wereld bekend, doordat Johann Sebastian Bach er als Thomascantor werkte met het Thomanerchor.

## Geschiedenis
Tussen 1212 en 1222 werd de oude marktkerk omgebouwd tot abdijkerk voor een nieuw Augustijner klooster, het Sint Thomasklooster. Bij opgravingen zijn restanten van dit Romaanse gebouw aangetroffen. Op 10 april 1496 wijdde bisschop Thilo von Trotha een vrijwel volledige herbouwde kerk opnieuw in. Sindsdien is de Thomaskerk in wezen een gebouw van de late gotiek. In later eeuwen is het een en ander aangebouwd aan de kerk, waarvan de achthoekige toren uit de Renaissance het belangrijkst is. Met Pinksteren 1539 heeft de hervormer Maarten Luther hier gepreekt. De toren raakte op 4 december 1944 beschadigd door een bombardement. In het Bachjaar 1950 werden de stoffelijke resten van Johann Sebastian Bach, die hier van 1723 tot zijn dood in 1750 Thomascantor was, uit de verwoeste Johanneskerk naar de Thomaskerk overgebracht.
Het Thomanerchor werd 1212 opgericht en is daarmee het oudste jongenskoor van Duitsland. Veel belangrijke componisten en uitvoerende musici hebben dat prestigieuze ambt vervuld. Bij de zijingang van de kerk staat een standbeeld van Bach van de beeldhouwer Carl Seffner uit 1908. Een tweede Bach-monument, dat in 1843 met steun van Felix Mendelssohn Bartholdy werd geplaatst, bevindt zich in het park bij de hoofdingang, waar zich ook een monument voor Mendelssohn bevindt.

## Architectuur
De kerk is ongeveer 76 meter lang, de middenbeuk is ongeveer 50 meter lang en 25 meter breed en 18 meter hoog. Het dak heeft een ongewone hellingshoek van 63 graden. Binnen strekt het zich vanaf 45 meter uit over zeven niveaus. De toren is 68 meter hoog. Het dak van het koor bestaat uit een kruisribgewelf van een contrasterende kleur. Daarboven bevindt zich een van de steilste daken in Duitsland, met een hoogte van 43 meter en een hellingshoek van 63 graden.

## Interieur en decoratie

### Paulus-altaar
Het gotische altaar bevond zich oorspronkelijk in de Pauluskerk van Leipzig, die in 1968 werd opgeblazen. In 1993 werd het altaar, dat men had kunnen redden, hiernaartoe overgebracht.

### Grafstenen
Onder enkele van de talrijke grafstenen in de kerk bevindt zich het laatgotische graf van ridder Hermann von Harras uit Lichtenwald.

### Orgels
De Thomaskerk beschikt tegenwoordig over twee grote orgels. Het oudste is een instrument uit de romantiek van orgelbouwer Wilhelm Sauer, gebouwd tussen 1885 en 1889. Oorspronkelijk had dit orgel 63 registers en sedert 1908 meer dan 88 registers, verdeeld over drie klavieren en een pedaal. Omdat op dit orgel de werken van Bach slechts beperkt kunnen worden weergegeven, werd door de firma Woehl in het Bachjaar 2000 aan de noordmuur nog een ander orgel voltooid met een authentiek barokgeluid. Enig in zijn soort is de mogelijkheid om met een hendel van "koortoon" naar "kamertoon" te wisselen.

#### Voorlopers
Vóór de 14e eeuw werd al een orgel genoemd. In 1489 werd een "klein orgel" vermeld. In 1511 werd op het westelijk balkon een groot orgel gebouwd, dat vanaf 1601 door een instrument met drie klavieren van Johann Lange (Kamenz) werd vervangen. Mozart speelde 12 mei 1789 op een nieuw orgel uit het jaar 1773. Dit orgel werd 1889 door een instrument van Sauer vervangen. 1639 werd een Zwaluwnestorgel op een nieuw balkon boven de Triomfboog gebouwd, maar dit werd in 1740 verwijderd. Op het noordelijk balkon werd in 1967 een Schuke-orgel geplaatst, dat plaats moest maken voor het nieuwgebouwde orgel van Woehl.

### Kerkklokken
De toren heft acht klokken met een totaal gewicht van 10,8 ton. De grootste en kostbaarste klok is de Gloriosa, gemaakt in 1477 door Theodericus Reinhard; het wordt alleen geluid op feestdagen. De beroemde ingesneden tekeningen zijn gemaakt door Nikolaus Eisenberg. De tweede klok, Mittelglocke (middelklok), werd in 1574 gegoten door Wolf Hilliger, en de zogenaamde Mönchs-oder Beichtglocke (monniks- of biechtklok) gegoten in 1634 door Jakob König, die ook de uren slaat. De kleinste van de historische klokken is de Gebetsglocke (gebedsklok), een werk van de meester Christophorus Gros uit 1585. Een klokbel in de lantaarn van de toren slaat op de kwartieren. In 2020/21 zijn bovengenoemde klokken opgeknapt. Ook werden in de klokkengieterij Bachert vier nieuwe klokken gemaakt met inscripties die woorden uit de motetten van Johann Sebastian Bach weerspiegelen. Op Hervormingsdag 2021 luidden voor het eerst alle acht klokken tegelijk.

## Plaats voor muziek
In de Thomaskerk treden het Thomanerchor en het Gewandhausorkest geregeld op. Vrijdags om 18.00 uur en zaterdags om 15.00 uur in een motet en zondags in de eredienst om 9.30 uur. Bij bijzondere gelegenheden en op feestdagen worden in de Thomasconcerten overwegend werken van Johann Sebastian Bach en Felix Mendelssohn Bartholdy uitgevoerd. In deze kerk beleefden veel werken van Johann Sebastian Bach hun première. Toen naderhand Bachs werken in Leipzig in vergetelheid geraakt waren, nam Mendelssohn het initiatief ze opnieuw uit te voeren. Daarmee ontstond de Bachtraditie in Leipzig. Ook van andere componisten werden werken voor het eerst in de Thomaskerk uitgevoerd, bijvoorbeeld de tweede Symfonie Lobgesang van Felix Mendelssohn Bartholdy.

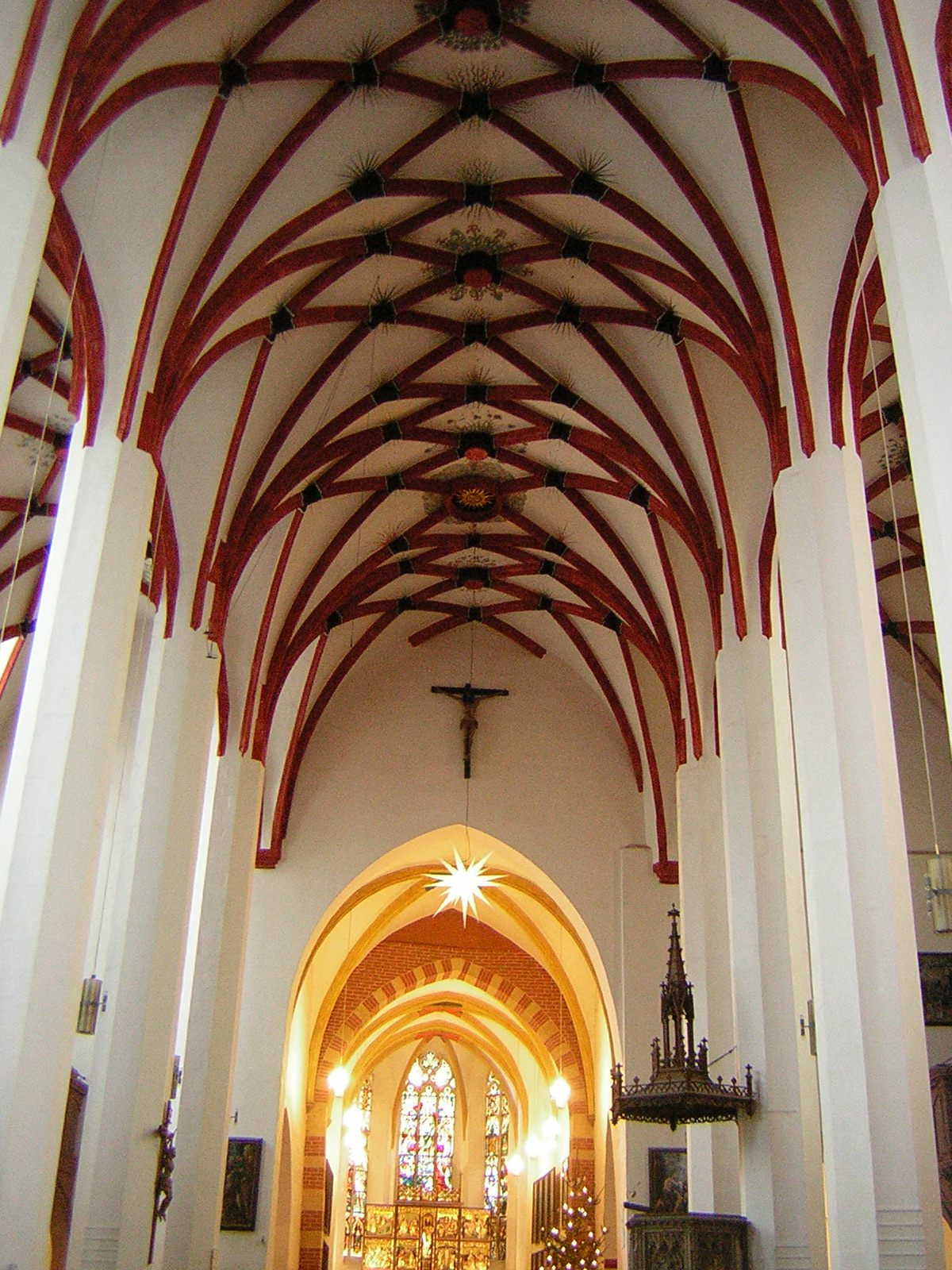
Interieur van de Thomas kerk
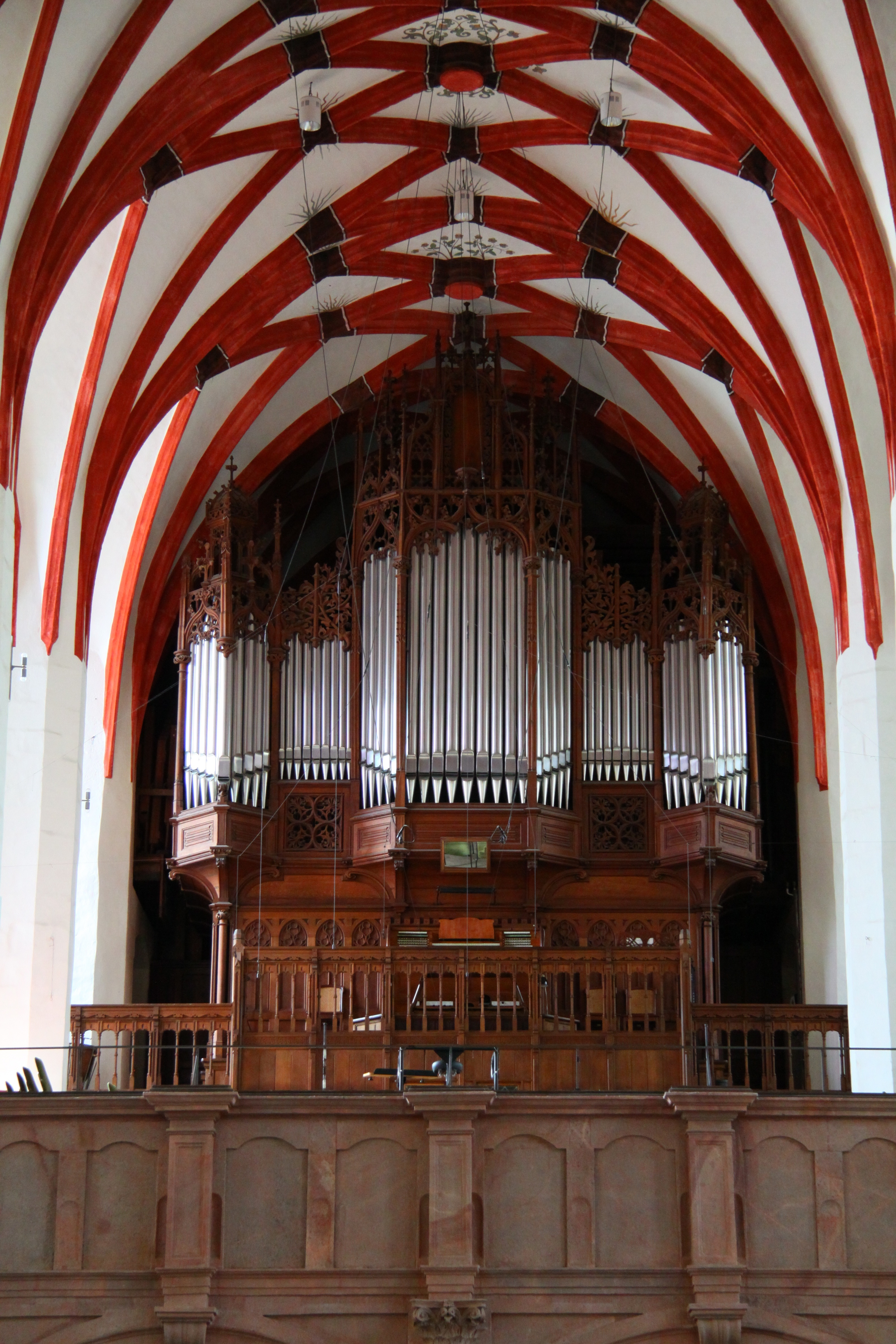
Het Sauer-Orgel in de Thomaskerk
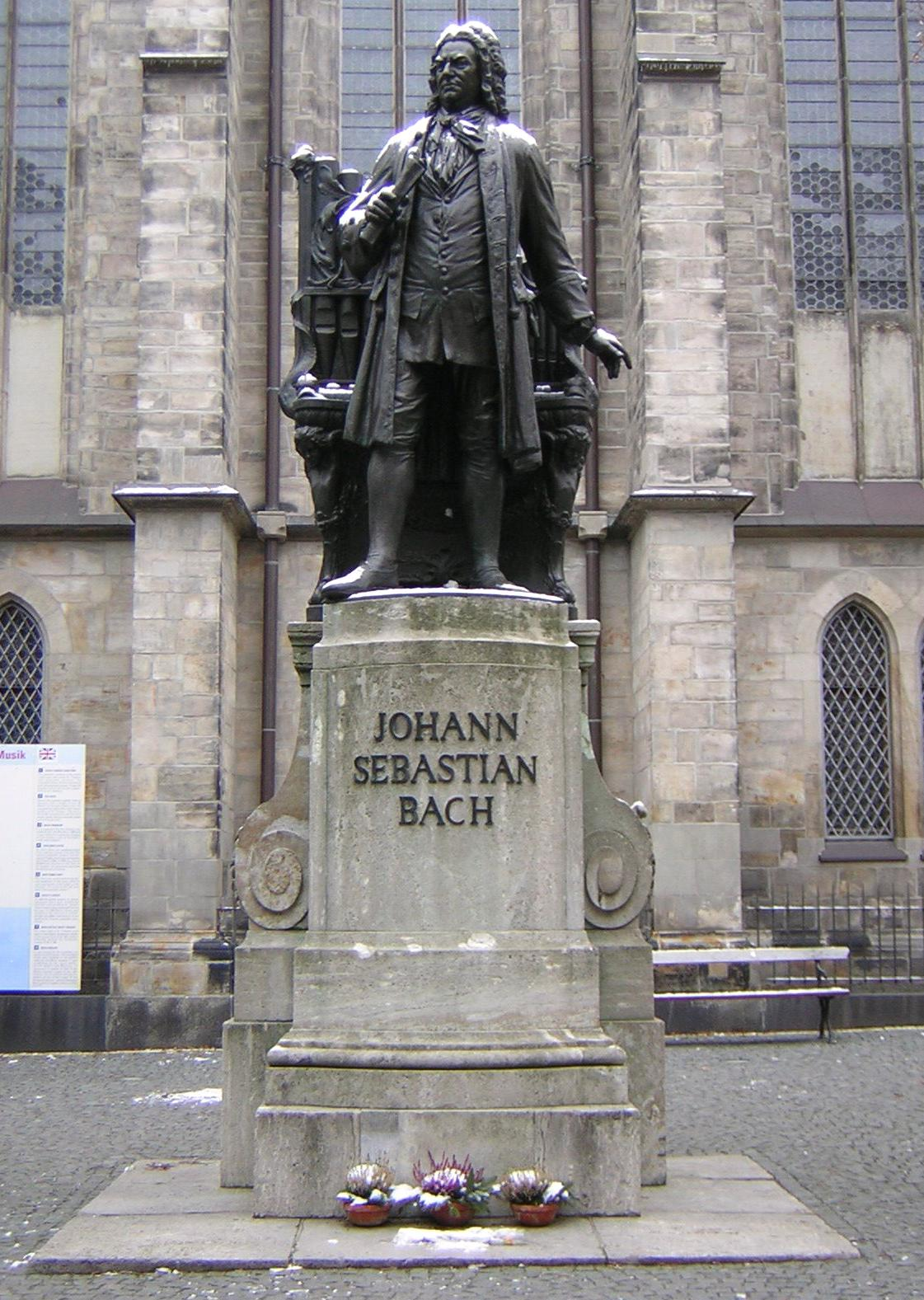
Bach-monument voor de Kerk